# Junte de gouvernement du Chili de 1973
Pour les articles homonymes, voir Junte de gouvernement du Chili.
 (novembre 2013).
Si vous disposez d'ouvrages ou d'articles de référence ou si vous connaissez des sites web de qualité traitant du thème abordé ici, merci de compléter l'article en donnant les références utiles à sa vérifiabilité et en les liant à la section « Notes et références ».

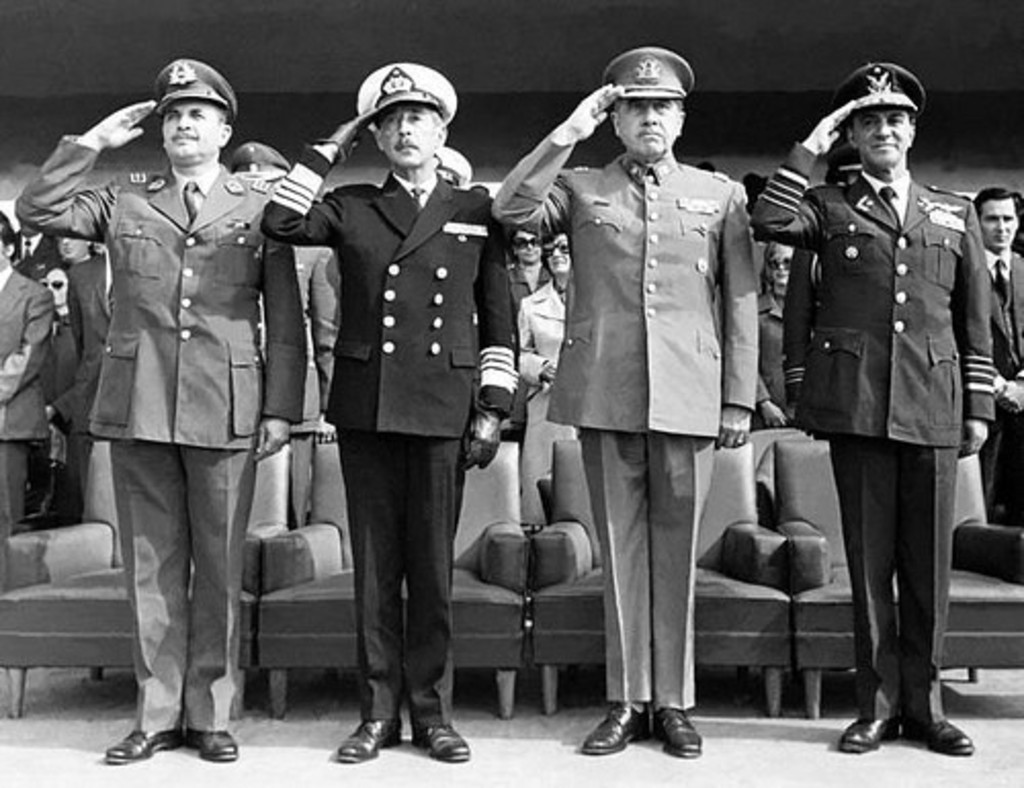
Les 4 dirigeants de la junte militaire en 1973

La Junte de gouvernement du Chili (en espagnol Junta Militar de Gobierno) était la structure politique dictatoriale qui gouverna le Chili après le coup d'État qui renversa Salvador Allende et son gouvernement le 11 septembre 1973. 
Constituée des chefs militaires des principaux corps d'armée, la junte remplissait les fonctions dévolues ordinairement à l'exécutif et au législatif, combinant à la fois ces deux pouvoirs au sein d'une même institution. La junte de gouvernement perdit ses prérogatives exécutives le 17 décembre 1974, confiées au général Augusto Pinochet nommé chef suprême de la Nation puis président de la République, mais conserva jusqu'au 11 mars 1990, date du rétablissement du Parlement chilien, ses prérogatives législatives.

## Fondements juridiques des pouvoirs de la junte
Le 11 septembre 1973, les officiers putschistes proclament dans un acte solennel, le décret loi n°1, l'établissement d'une junte militaire de gouvernement « assumant le mandat suprême de représenter la Nation » dans le « but de rétablir l'ordre institutionnel, la chilennité et la justice ». Ses premières mesures consistent à suspendre la constitution chilienne, le parlement, d'imposer la censure et de dissoudre les partis politiques de gauche qui avaient participé à la coalition d'Unité populaire. Elle interdit par la suite toute activité politique, imposant un régime dictatorial sur le pays. 
Le 12 novembre 1973, la junte s'accorde, par le décret-loi n°128, les pleins pouvoirs en matière exécutives, législatives et constitutionnelles. Ce décret-loi affirme le maintien de l'organisation judiciaire de l'État tel que prévu par la constitution chilienne de 1925. Ce document constituera, jusqu'en 1980, le fondement juridique de l'organisation des pouvoirs du gouvernement militaire.

## Membres
À l'origine, la junte est composée du général Gustavo Leigh, représentant les forces aériennes, du général Augusto Pinochet, représentant les forces armées, de l'amiral José Toribio Merino, en charge de Marine et du général César Mendoza, responsable la gendarmerie. En qualité de ministre de la Défense, le général Hermán Julio Brady Roche en fit également partie.
| Representant     | Nom | Début de mandat                                                                          | Fin de mandat                                                                       |
| ---------------- | --- | ---------------------------------------------------------------------------------------- | ----------------------------------------------------------------------------------- |
| Armée            | Augusto Pinochet Ugarte César Benavides Julio Canessa Roberts Humberto Gordon Rubio Santiago Sinclair Oyanedel Jorge Lucar Figueroa | 11 septembre, 1973 11 mars, 1981 11 mars, 1983 11 mars, 1985 11 mars, 1987 11 mars, 1989 | 11 mars, 1981 11 mars, 1983 11 mars, 1985 11 mars, 1987 11 mars, 1989 11 mars, 1990 |
| Marine           | José Toribio Merino Castro Jorge Martínez Busch                                                                                     | 11 septembre, 1973 8 mars, 1990                                                          | 8 mars, 1990 11 mars, 1990                                                          |
| Forces aériennes | Gustavo Leigh Guzmán Fernando Matthei Aubel                                                                                         | 11 septembre, 1973 24 juillet, 1978                                                      | 24 juillet, 1978 11 mars, 1990                                                      |
| Carabiniers      | César Mendoza Durán Rodolfo Stange Oelckers                                                                                         | 11 septembre, 1973 2 août, 1985                                                          | 2 août, 1985 11 mars, 1990                                                          |

## Évolution
En tant que chef du plus ancien corps des forces armées, le général Pinochet fut nommé pour présider la junte (décret-loi n°2), fonction qui devait être tournante à l'origine mais qui devint permanente lors de sa nomination comme chef suprême de la Nation le 27 juin 1974, titre qui devint celui de président de la République le 17 décembre 1974. En 1978, le général Leigh fut remplacé au sein de la junte par le général Fernando Matthei.
Le général Pinochet quitta ses fonctions de dirigeant de la junte le 11 mars 1981, à la suite de l'entrée en vigueur de la nouvelle constitution chilienne. La junte fut alors dirigée par l'amiral Merino. Après le référendum chilien de 1988 et la période de transition, la junte fut dissoute le 11 mars 1990 avec l'entrée en fonction du nouveau parlement démocratiquement élu.